# Grabovica (Despotovac)
Grabovica es un pueblo ubicado en la municipalidad de Despotovac, en el distrito de Pomoravlje, Serbia.

## Superficie
Posee una superficie de 15,71 kilómetros cuadrados.

## Demografía
Hasta 2011 la población era de 670 habitantes, con una densidad de población de 42,66 habitantes por kilómetro cuadrado.